# 정선초등학교
정선초등학교는 대한민국 강원특별자치도 정선군에 있는 초등학교이다.

## 학교 연혁
- 1912.03.06 정선 공립 보통학교 설립인가
- 1912.09.02 하동 본 객사(현위치)로 이전함
- 1914.04.01 1교실 증축하고 동시에 숙직실을 신설
- 1915.03.03 제1회 졸업식 거행(졸업생 25명)
- 1916.03.00 제2회 졸업식 거행(졸업생 13명)
- 1917.03.25 제3회 졸업식 거행(졸업생 23명)
- 1918.03.00 제4회 졸업식 거행(졸업생 17명)
- 1919.03.21 제5회 졸업식 거행(졸업생 23명)
- 1920.03.25 제6회 졸업식 거행(졸업생 13명)
- 1921.03.09 여자 수업연한을 4개년으로 연장함
- 1921.03.19 제7회 졸업식 거행(졸업생 18명)
- 1921.10.00 2개 교실(목조) 증축, 변소1동 증축
- 1922.03.19 제8회 졸업식 거행(졸업생 여자 4명)
- 1922.04.01 수업연한을 6개년으로 연장
- 1923.10.02 2개 교실 증축, 변소1동 증축, 기숙사및 숙직실을 개축
- 1924.03.25 제9회 졸업식 거행(졸업생 31명)
- 1925.03.00 제10회 졸업식 거행(졸업생 22명)
- 1925.04.00 지방보조에 의하여 양잠실을 증축
- 1926.03.21 제11회 졸업식 거행(졸업생 26명)
- 1927.03.21 여자 수업연한을 6개년으로 연장
- 1927.03.23 제12회 졸업식 거행(졸업생 27명)
- 1928.03.23 제13회 졸업식 거행(졸업생 29명)
- 1929.03.25 제14회 졸업식 거행(졸업생 36명)
- 1930.03.25 제15회 졸업식 거행(졸업생 32명)
- 1931.03.25 제16회 졸업식 거행(졸업생 25명)
- 1932.03.25 제17회 졸업식 거행(졸업생 34명)
- 1933.02.01 아동감소에 의하여 5학급 편성
- 1934.03.24 제19회 졸업식 거행(졸업생 30명)
- 1934.06.25 아동감소에 의하여 4학급 편성함
- 1935.03.25 제20회 졸업식 거행(졸업생 30명)
- 1936.03.23 제21회 졸업식 거행(졸업생 37명)
- 1937.03.23 제22회 졸업식 거행(졸업생 30명)
- 1937.04.01 6학급 편성
- 1937.04.30 7학급 편성
- 1938.03.31 제23회 졸업식 거행(졸업생 40명)
- 1938.04.00 1교실 증축
- 1938.07.06 구객사급 접속 1교실을 매각하고 소정의 객사를 개축하고 동측 2교실도 각각 3척씩 확장
- 1939.03.23 제24회 졸업식 거행(졸업생 51명)
- 1940.03.25 제25회 졸업식 거행(졸업생 58명)
- 1941.03.25 제26회 졸업식 거행(졸업생 67명)
- 1942.03.25 제27회 졸업식 거행(졸업생 68명)
- 1943.03.25 제28회 졸업식 거행(졸업생 70명)
- 1943.06.01 부설 가수간이학교를 공립학교로 승격
- 1944.03.25 제29회 졸업식 거행(졸업생 89명)
- 1945.03.25 제30회 졸업식 거행(졸업생 97명)
- 1945.09.10 해방으로 10학급 편성 개교
- 1946.06.29 제31회 졸업식 거행(졸업생 66명)
- 1947.06.28 제32회 졸업식 거행(졸업생 124명)
- 1948.06.28 제33회 졸업식 거행(졸업생 79명)
- 1949.07.08 제34회 졸업식 거행(졸업생 70명)
- 1950.05.07 제35회 졸업식 거행(졸업생 91명)
- 1951.06.25 사변으로 인한 아동감퇴로 9학급 편성
- 1951.08.25 제36회 졸업식 거행(졸업생 56명)
- 1952.03.26 제37회 졸업식 거행(졸업생 80명)
- 1952.04.01 10학급 편성
- 1953.03.25 제38회 졸업식 거행(졸업생 76명)
- 1953.04.01 12학급 편성
- 1953.04.24 제39회 졸업식 거행(졸업생 108명)
- 1955.03.25 제40회 졸업식 거행(졸업생 106명)
- 1956.03.24 제41회 졸업식 거행(졸업생 64명)
- 1956.04.01 14학급 편성
- 1956.06.30 서편 3개 교실 증수
- 1957.03.24 제42회 졸업식 거행(졸업생 90명)
- 1957.03.25 제43회 졸업식 거행(졸업생 84명)
- 1957.09.28 동편 2개 교실 증축
- 1958.03.14 제44회 졸업식 거행(졸업생 104명)
- 1959.04.01 19학급 편성
- 1960.03.22 제45회 졸업식 거행(졸업생 97명)
- 1961.03.16 제46회 졸업식 거행(졸업생 97명)
- 1962.02.10 제47회 졸업식 거행(졸업생 101명)
- 1962.03.01 21학급 편성
- 1962.03.21 생탄분실 개실
- 1962.06.01 제50주년 개교 행사 거행
- 1963.02.16 제48회 졸업식 거행(졸업생 132명)
- 1964.02.15 제49회 졸업식 거행(졸업생 158명)
- 1964.12.21 신월분교장 설치 승인
- 1965.02.16 제50회 졸업식 거행(졸업생 161명)
- 1965.08.19 덕송분교장 설치 승인
- 1965.11.11 덕송분교장 개교식 거행
- 1966.02.15 제51회 졸업식 거행(졸업생 164명)
- 1967.02.13 제52회 졸업식 거행(졸업생 207명)
- 1968.02.15 제53회 졸업식 거행(졸업생 169명)
- 1969.02.01 본교 26학급, 덕송 분교 2학급, 신월 분교 2학급 계 30학급 편성
- 1969.02.15 제54회 졸업식 거행(졸업생 213명)
- 1970.02.13 제55회 졸업식 거행(졸업생 269명)
- 1970.03.01 본교 33학급, 덕송 분교 2학급, 신월 분교 2학급 계 37학급 편성
- 1970.03.01 생탄분실을 분교장으로 승격, 승인
- 1970.12.31 본관 동편 목조 4교실 철거하고 철근 2층 슬라브 8교실로 개축
- 1971.02.10 제56회 졸업식 거행(졸업생 292명)
- 1972.02.08 제57회 졸업식 거행(졸업생 341명)
- 1972.03.01 본교 34학급, 덕송 분교 2학급, 생탄 2학급, 신월 분교 3학급 계 41학급 편성
- 1973.02.21 제58회 졸업식 거행(졸업생 323명)
- 1974.02.05 제59회 졸업식 거행(졸업생 367명)
- 1974.03.01 36학급 편제
- 1975.02.17 제60회 졸업식 거행(졸업생 389명)
- 1976.02.12 제61회 졸업식 거행(졸업생 407명)
- 1976.03.05 봉양국민학교 분리 독립
- 1977.02.12 제62회 졸업식 거행(졸업생 352명)
- 1978.02.21 제63회 졸업식 거행(졸업생 352명)
- 1979.02.22 제64회 졸업식 거행(졸업생 384명)
- 1980.02.28 제65회 졸업식 거행(졸업생 218명)
- 1981.02.20 제66회 졸업식 거행(졸업생 200명)
- 1982.02.16 제67회 졸업식 거행(졸업생 201명)
- 1983.02.16 제68회 졸업식 거행(졸업생 191명)
- 1984.02.16 제69회 졸업식 거행(졸업생 221명)
- 1986.02.18 제71회 졸업식 거행(졸업생 189명)
- 1987.02.18 제72회 졸업식 거행(졸업생 211명)
- 1988.02.16 제73회 졸업식 거행(졸업생 176명)
- 1989.02.16 제74회 졸업식 거행(졸업생 173명)
- 1990.02.16 제75회 졸업식 거행(졸업생 149명)
- 1991.02.20 제76회 졸업식 거행(졸업생 154명)
- 1992.02.17 제77회 졸업식 거행(졸업생 161명)
- 1993.02.16 제78회 졸업식 거행(졸업생 162명)
- 1994.02.17 제79회 졸업식 거행
- 1994.02.28 신월분교장 본교 통폐합
- 1995.02.16 제80회 졸업식 거행(졸업생 146명)
- 1995.02.28 귤암분교장 본교 통폐합
- 1995.11.14 교원사택 1동(6세대 입주) 신축
- 1996.02.15 제81회 졸업식 거행(졸업생 119명)
- 1996.03.01 정선초등학교 교명 변경
- 1996.04.20 학교운영위원회 조직
- 1997.02.18 제82회 졸업식 거행(졸업생 107명)
- 1997.06.01 학급 명칭 개정(새맘,새빛, 새샘반)
- 1998.02.19 제83회 졸업식 거행(졸업생 103명)
- 1998.09.09 교가비 설치 - 고남철 증정
- 1999.02.19 제84회 졸업식 거행(졸업생 102명)
- 1999.03.01 광하분교장 본교 편입
- 2000.02.18 제85회 졸업식 거행(졸업생 124명)
- 2001.02.20 제86회 졸업식 거행(졸업생 118명)
- 2001.05.28 교사 증개축 기공식 - 교실 12실, 화장실 3층
- 2001.11.18 교실(12실) 증개축 완공
- 2002.01.15 제87회 졸업식 거행(졸업생 104명)
- 2002.01.30 교사 증개축 준공
- 2002.03.01 20학급 편제(특수반 2반 포함)
- 2002.10.28 교실(2실) 증축 준공
- 2003.02.18 제88회 졸업식 거행(졸업생 101명)
- 2003.03.01 22학급 편제(특수반 2반 포함)
- 2004.02.12 제89회 졸업식 거행
- 2004.11.03 시계탑, 교시탑 설치
- 2005.02.16 제90회 졸업식 거행(졸업생 89명)
- 2005.03.11 병설유치원 개원
- 2005.08.31 광하 분교 폐교
- 2005.12.22 다목적실 조양관 개관 - 16억
- 2006.02.13 제91회 졸업식 거행(졸업생 95명)
- 2007.02.12 제92회 졸업식(졸업생 102명 / 누계 11,432명)
- 2007.03.01 일반학급 21학급, 특수학급 2학급, 총 23학급 편제
- 2007.03.01 병설유치원 2학급 편제
- 2007.03.01 도지정 논술지도 연구학교
- 2007.09.01 제40대 권중호 교장 취임
- 2008.02.18 제93회 졸업식 거행
- 2008.02.29 정선 책사랑방(도서관) 이전및 증축
- 2008.03.03 23학급 편제(특수2학급 포함)
- 2008.04.29 한 장수 강원도교육감 학교 방문
- 2008.06.03 보육교실 운영
- 2008.10.24 영어체험교실 운영
- 2009.02.02 천연 잔디 운동장 완공
- 2009.02.03 급식소 증 / 개축 완공
- 2009.02.11 제4회 병설유치원 졸업식
- 2009.02.16 제94회 졸업식
- 2009.02.17 수료식
- 2010.02.17 제95회 졸업식
- 2010.02.18 수료식
- 2011.02.14 제96회 졸업식
- 2011.03.03 2011학년도 입학식
- 2012.02.16 제97회 졸업식
- 2012.02.17 수료식
- 2012.03.02 2012학년도 입학식
- 2012.09.01 제41대 김종석 교장 취임
- 2013.02.15 수료식 및 제98회 졸업식
- 2013.03.04 2013학년도 입학식
- 2015.02.13 제100회 졸업식(총 졸업생 수 12,300명)
- 2015.02.13 2014학년도 수료식
- 2015.03.02 2015학년도 입학식
- 2016.02.03 제101회 졸업식(총 졸업생 수 12,382명)
- 2016.02.03 2015학년도 수료식

## 참고 자료
- 정선초등학교 - 한국교육학술정보원 학교알리미